# Rock And Roller Queens
Rock and Roller Queens ( RRQ ) es una liga de Roller Derby con sede en Bogotá, Colombia . Fundada en 2009, la liga consta de dos equipos que compiten contra equipos de otras ligas. Rock and Roller Queens es miembro de la Women´s Flat Track Derby Association. 
| \| Rock And Roller Queens \| | \| Rock And Roller Queens \|          |
| ---------------------------- | ------------------------------------- |
|                              |                                       |
| Ciudad                       | Bogotá                                |
| País                         | Colombia                              |
| Formación                    | 2009                                  |
| Equipos                      | RRQ (Equipo A) Baby Queens (Equipo B) |
| Tipo de pista                | Plana                                 |
| Cancha                       | El Polo                               |
| Afiliación                   | WFTDA                                 |
| Sitio Web                    | RRQ                                   |
| Rock And Roller Queens       |                                       |

## Historia
La liga fue fundada en diciembre de 2009  por María Paola Hernández, una diseñadora gráfica local con experiencia en patinaje sobre ruedas, luego de ver la película Whip It .  A finales de 2011, la liga era una de las diez del país y el deporte era reconocido por la Federación Deportiva Colombiana. 
La liga ganó el primer torneo de Roller Derby en Colombia, en el que participaron ocho equipos, en junio de 2012.  En julio, fue aceptado como el primer miembro del Programa de Aprendiz De La Asociación de Derby de Pista Plana Femenina de Sudamérica,   y se convirtió en miembro de pleno derecho de la WFTDA en junio de 2013. 

## ClasificacionesWFTDA
| Temporada | Clasificación Final | Eliminatorias | Campeonatos |
| --------- | ------------------- | ------------- | ----------- |
| 2014      | 141 WFTDA           | DNQ           | DNQ         |
| 2015      | 151 WFTDA           | DNQ           | DNQ         |
| 2016      | 174 WFTDA           | DNQ           | DNQ         |
| 2017      | 141 WFTDA           | DNQ           | DNQ         |
| 2018      | 341 WFTDA           | DNQ           | DNQ         |
| 2019      | - WFTDA             | -             | -           |
| 2020      | - WFTDA             | -             | -           |
| 2023      | 10 WFTDA            | DNQ           | DNQ         |